# Freinet-pedagógia

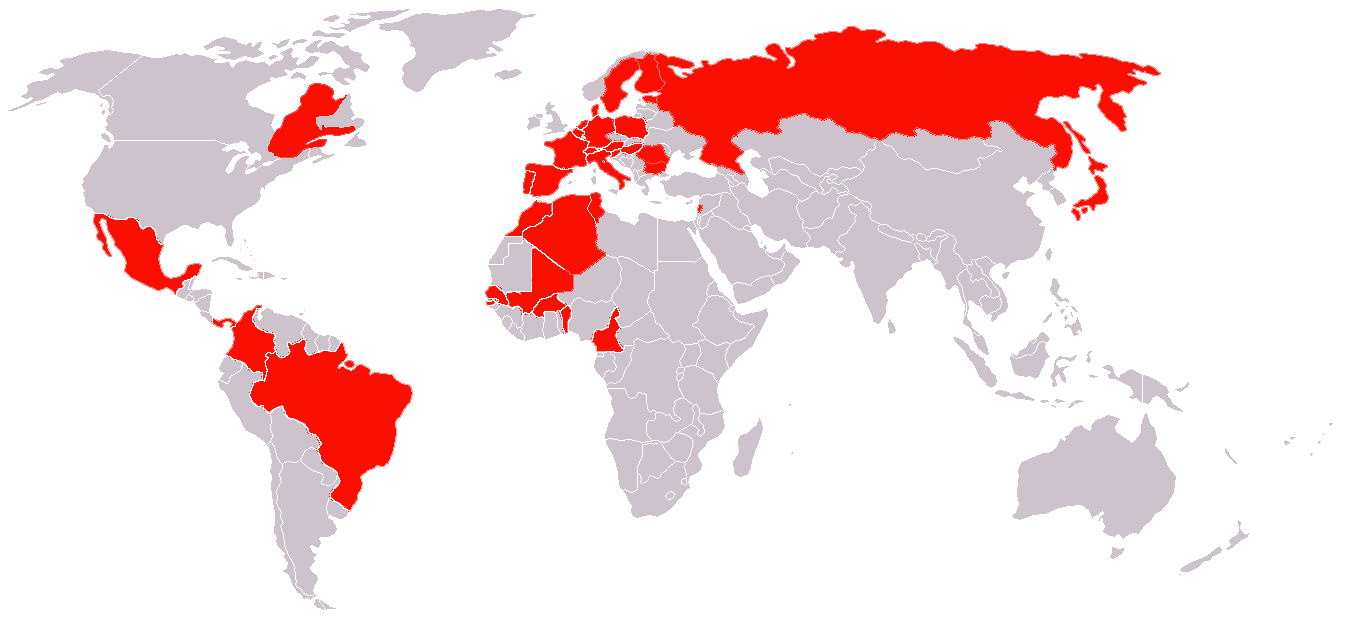
A Freinet tanári mozgalmakkal rendelkező országok a világon (2005-től)

Freinet-pedagógia a Célestin Freinet francia néptanító által kidolgozott, Európa-szerte elterjedt reformpedagógiai koncepció. 

## Jellemzése

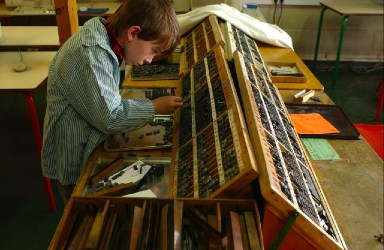
Az iskolai nyomda, Freinet javaslatai alapján

A gyermekek iskolai tevékenységét úgy szervezi, hogy abban érvényesülhessenek a következő jellemző vonások:
- 1. a gyermekek szabad önkifejezését elősegítő légkört teremt;
- 2. megismerteti a tanulás, a kutatás módszereit, épít a gyermekek természetes érdeklődésére („kísérletező tapogatózás”);
- 3. felhasználja a természetből, annak felfedezéséből eredő élmények nevelő hatását Rousseau pedagógiai naturalizmus környezeti nevelés;
- 4. megteremti a tanulók közötti együttműködés és a tartalmas közösségi élet kibontakozásának feltételeit (kooperatív tanulás).

Mindezek gyakorlati megvalósítását segítik a sajátos „Freinet-technikák” (beszélgetőkör, iskolai nyomda, osztályújság, osztályok közötti levelezés, stb.).
Magyarországon 1996-ban több tucat óvodai csoport és általános iskolai osztály működött a freinetpedagógia szellemében.